# Tagamanent
Tagamanent  es un municipio de Cataluña, España, perteneciente a la provincia de Barcelona, en la comarca del  Vallés Oriental, situado al norte de la comarca, en la vertiente occidental del Montseny. En él se encuentra el pico del Tagamanent, con una altitud de 1056 metros.

## Economía
Agricultura de secano, canteras, turismo.

## Símbolos

### Escudo
El escudo de Tagamanent se define por el siguiente blasón:
«Escudo embaldosado: losanjado de oro y de sable. Por timbre una corona mural de pueblo.»
Fue aprobado el 2 de abril de 1993. El losanjado de oro y de sable son las armas de los Tagamanent, señores del castillo del pueblo desde el 1082.

### Emblema
El municipio también tiene oficializado un emblema.

## Demografía
Tagamanent cuenta con una población de 339 habitantes (INE 2024).
| Gráfica de evolución demográfica de Tagamanent entre 1842 y 2021 |
| |
| Población de derecho según los censos de población del INE. Población de hecho según los censos de población del INE.En este censo se denominaba Tagamanent y La Mora: 1842. |

| 1900 | 1930 | 1950 | 1970 | 1981 | 1986 | 2022 |
| ---- | ---- | ---- | ---- | ---- | ---- | ---- |
| 279  | 237  | 253  | 182  | 132  | 135  | 340  |

## Monumentos y lugares de interés
- Iglesia de Santa María, de origen románico.
- Castillo de Tagamanent.